# Come Taste the Band
Come Taste the Band — десятый студийный альбом британской рок-группы Deep Purple, вышедший 10 октября 1975 года.

## Об альбоме
Это был последний альбом Deep Purple перед распадом группы 16 марта 1976 года, поэтому он стал единственным с участием гитариста Томми Болина, который заменил Ричи Блэкмора, а также последним из трёх альбомов с Дэвидом Ковердэйлом на вокале и Гленном Хьюзом на бас-гитаре, поскольку ни один из троих не будет задействован в воссоединённом Deep Purple в 1984 году. Это также единственный альбом, в котором нет ни Блэкмора, ни Иэна Гиллана, поскольку в каждом предыдущем и последующем альбомах присутствует по крайней мере один из них.

## История создания
Будучи недовольным направлением «гуталинового фанка», в котором развивалась музыка Deep Purple, Блэкмор покинул группу в апреле 1975 года. Лорд и Хьюз были подавлены (последний тоже думал об уходе, но разговор с Дэвидом Боуи о поиске нового гитариста для Purple изменил его настроение); Ковердейл планировал записать сольный альбом с привлечением текущих участников группы. На общем собрании было решено сохранить группу под прежним названием (Дэвид предлагал такие варианты как Bad Company, Purple и The Deeps) и отыскать нового гитариста. Впоследствии Пейс и Лорд признавали ошибочность этого решения, отмечая и давление со стороны звукозаписывающей компании. Уведомление об уходе гитариста и одного из основателей ансамбля было опубликовано в прессе 21 июня 1975 года.
В списке кандидатов от Ковердэйла первым шёл Джефф Бек, вторым — Рори Галлахер, а третьим — малоизвестный американец Томми Болин (также прослушивался Клем Клемпсон из Humble Pie). Прослушивание Болина быстро превратилось в общий джем, и его кандидатура была утверждена. По утверждению Джона Лорда, «своей кипучей энергией Томми, по сути, вдохнул жизнь в обезглавленную цыплячью тушку».
В июне-июле группа репетировала в Pirate Sound Studios в Голливуде; запись диска проходила с 3 августа по 1 сентября 1975 года в студии Мюзикленд в Мюнхене, ФРГ. Именно тогда стало известно о серьёзных проблемах с наркотиками у Болина и Хьюза. К моменту готовности альбома на 80 % Хьюза пришлось выслать самолётом в Англию; партии бас-гитары исполнял Болин. По свидетельству Лорда, когда на Томми «находили периоды просветления, он вкалывал как электростанция» — при этом он постоянно подстёгивал себя наркотиками. Для записи Болин использовал эффекты Sam Ash и Echoplex.
В композиции «The Dealer» партии совместного вокала исполнил Томми Болин.
«Lady Luck», написанная Джеффом Куком (коллегой Болина по Energy), получила новый текст. Лирику к «Dealer» Ковердейл писал, держа в уме зависимость Хьюза (по словам Болина, «это песня о наркотиках — когда они у тебя есть, это лучшая штука в мире, а когда их нет — хуже них ничего и быть не может»). «Owed to 'G'» Болин описал как «хард-рок Джорджа Гершвина». Композиция «You Keep On Moving» была сочинена Ковердэйлом и Хьюзом на раннем этапе работы над альбомом Burn, в курортном городке Рэдкар; Лорд считает её одной из величайших композиций группы.
Альбом вышел 10 октября; а в конце года «Deep Purple» начали мировое турне (с целью свести проблемы к минимуму к Хьюзу и Болину были приставлены персональные опекуны). Однако гастроли обернулись для Deep Purple неприятным сюрпризом: они не были готовы к столь сильному неприятию гитариста со стороны американской, а вслед за ней — и британской публики. После тура в поддержку альбома группа распалась. Последний концерт в этом составе состоялся 15 марта 1976 года и через день группа распалась. Официальное сообщение о том, что Deep Purple прекратил своё существование, было опубликовано только через 4 месяца, 19 июля.
Через 5 месяцев после этого, 4 декабря, Томми Болин скончался от сердечного приступа, спровоцированного передозировкой наркотиков.

## Отзывы критиков
Рецензент журнала Classic Rock, делая обзор юбилейного переиздания Come Taste the Band 2010 года, отметил потрясающую работу Кевина Ширли на втором диске и констатировал, что альбом (получивший в момент выхода холодный приём), прошёл проверку временем и является одним из лучших в каталоге Deep Purple.
В 2018 году сайт Ultimate Classic Rock поставил альбом на 5-е место рейтинга лучших работ Deep Purple.

## Список композиций
| №  | Название                                  | Автор(ы)                               | Длительность |
| -- | ----------------------------------------- | -------------------------------------- | ------------ |
| 1. | «Comin’ Home»                             | Дэвид Ковердэйл, Томми Болин, Иэн Пейс | 3:55         |
| 2. | «Lady Luck»                               | Дэвид Ковердэйл, Джефф Кук             | 2:48         |
| 3. | «Gettin’ Tighter»                         | Томми Болин, Гленн Хьюз                | 3:37         |
| 4. | «Dealer» (совместный вокал — Томми Болин) | Дэвид Ковердэйл, Томми Болин           | 3:50         |
| 5. | «I Need Love»                             | Дэвид Ковердэйл, Томми Болин           | 4:23         |

| №                   | Название                           | Автор(ы)                           | Длительность |
| ------------------- | ---------------------------------- | ---------------------------------- | ------------ |
| 6.                  | «Drifter»                          | Дэвид Ковердэйл, Томми Болин       | 4:02         |
| 7.                  | «Love Child»                       | Дэвид Ковердэйл, Томми Болин       | 3:08         |
| 8.                  | «This Time Around / Owed to 'G · » | Джон Лорд, Гленн Хьюз, Томми Болин | 6:10         |
| 9.                  | «You Keep On Moving»               | Дэвид Ковердэйл, Гленн Хьюз        | 5:19         |
| Общая длительность: | Общая длительность:                | Общая длительность:                | 37:16        |

Партию бас-гитары в первой композиции альбома «Comin’ Home» записал Томми Болин, так как в тот день Гленн Хьюз в студии не появился. После выпуска пластинки Гленн очень удивился, услышав новую для себя песню.
| №   | Название                                        | Длительность |
| --- | ----------------------------------------------- | ------------ |
| 1.  | «Comin’ Home»                                   | 3:54         |
| 2.  | «Lady Luck»                                     | 2:48         |
| 3.  | «Gettin’ Tighter»                               | 3:36         |
| 4.  | «Dealer»                                        | 3:53         |
| 5.  | «I Need Love»                                   | 4:24         |
| 6.  | «Drifter»                                       | 4:05         |
| 7.  | «Love Child»                                    | 3:07         |
| 8.  | «This Time Around / Owed to 'G'»                | 6:13         |
| 9.  | «You Keep On Moving»                            | 5:22         |
| 10. | «You Keep On Moving (радиоверсия)» (бонус-трек) | 4:32         |

| №   | Название                                | Автор(ы)                                         | Длительность |
| --- | --------------------------------------- | ------------------------------------------------ | ------------ |
| 1.  | «Comin’ Home»                           |                                                  | 4:08         |
| 2.  | «Lady Luck»                             |                                                  | 2:46         |
| 3.  | «Gettin’ Tighter»                       |                                                  | 4:23         |
| 4.  | «Dealer»                                |                                                  | 3:55         |
| 5.  | «I Need Love»                           |                                                  | 5:16         |
| 6.  | «You Keep On Moving»                    |                                                  | 5:18         |
| 7.  | «Love Child»                            |                                                  | 3:05         |
| 8.  | «This Time Around»                      |                                                  | 3:24         |
| 9.  | «Owed to 'G'»                           |                                                  | 2:56         |
| 10. | «Drifter»                               |                                                  | 3:59         |
| 11. | «Same in LA» (ранее не издавалась)      | Дэвид Ковердэйл, Гленн Хьюз, Иэн Пейс, Джон Лорд | 3:19         |
| 12. | «Bolin/Paice Jam» (ранее не издавалась) | Томми Болин, Иэн Пейс                            | 5:47         |

## Участники записи
- Дэвид Ковердэйл — ведущий вокал (кроме песен 3 и 8), бэк-вокал (песни 3 и 8)
- Томми Болин — гитара, бэк-вокал; бас-гитара (песня 1), совместный вокал (песня 4)
- Гленн Хьюз — бас-гитара (кроме песни 1), совокал, ведущий вокал (песни 3 и 8)
- Джон Лорд — клавишные, бэк-вокал
- Иэн Пейс: ударные

Технический персонал:
- Продюсирование — Мартин «The Wasp» Бёрч и Deep Purple
- Сведение — Мартин Бёрч и Иэн Пейс
- Звукооператор — Мартин Бёрч
- Дизайн альбома и фотографии — Питер Уильямс
- Код по каталогу — Gt.Britain TPSA 7515/OC 064 97044